# BRD – Groupe Société Générale
BRD – Groupe Société Générale S.A. (Banca Română pentru Dezvoltare) är en rumänsk bank baserad i Bukarest. Banken grundades ursprungligen 1923 och blev en affärsbank 1990. Sedan 1999 är franska Société Générale majoritetsägare. BRD är noterat på Bukarestbörsen.

## Kategori
1. ↑  hämtat från: franskspråkiga Wikipedia.[källa från Wikidata]
2. ↑  BRD - GROUPE SOCIETE GENERALE S.A., Deltastock, läst 15 februari 2021
3. ↑  BRD - GROUPE SOCIETE GENERALE S.A.,  Bucharest Stock Exchange , läst 15 februari 2021